# 황석현
황석현(黃晳炫, 1986년~ )은 강원도 동해시 출신으로 전라북도 완주군에서 활동 중인 수필가이다.
문학광장에서 주최한 신인작가 공모전에서 신인문학상을 수상하며 등단하였으며 다양한 문예 공모전에서 수상한바 있다. 한국문인협회 회원으로 신문, 잡지 등 여러 매체를 통해 창작활동을 이어나가고 있다.

## 학력
- 동호초등학교 졸업
- 묵호중학교 졸업
- 북평고등학교 졸업
- 강원대학교 국어국문학과 학사
- 한국방송통신대학교대학원 영상문화학 석사

## 경력
- 한국전기안전공사
- 완주문인협회 부회장
- 한국문인협회 문학생활화위원회 위원

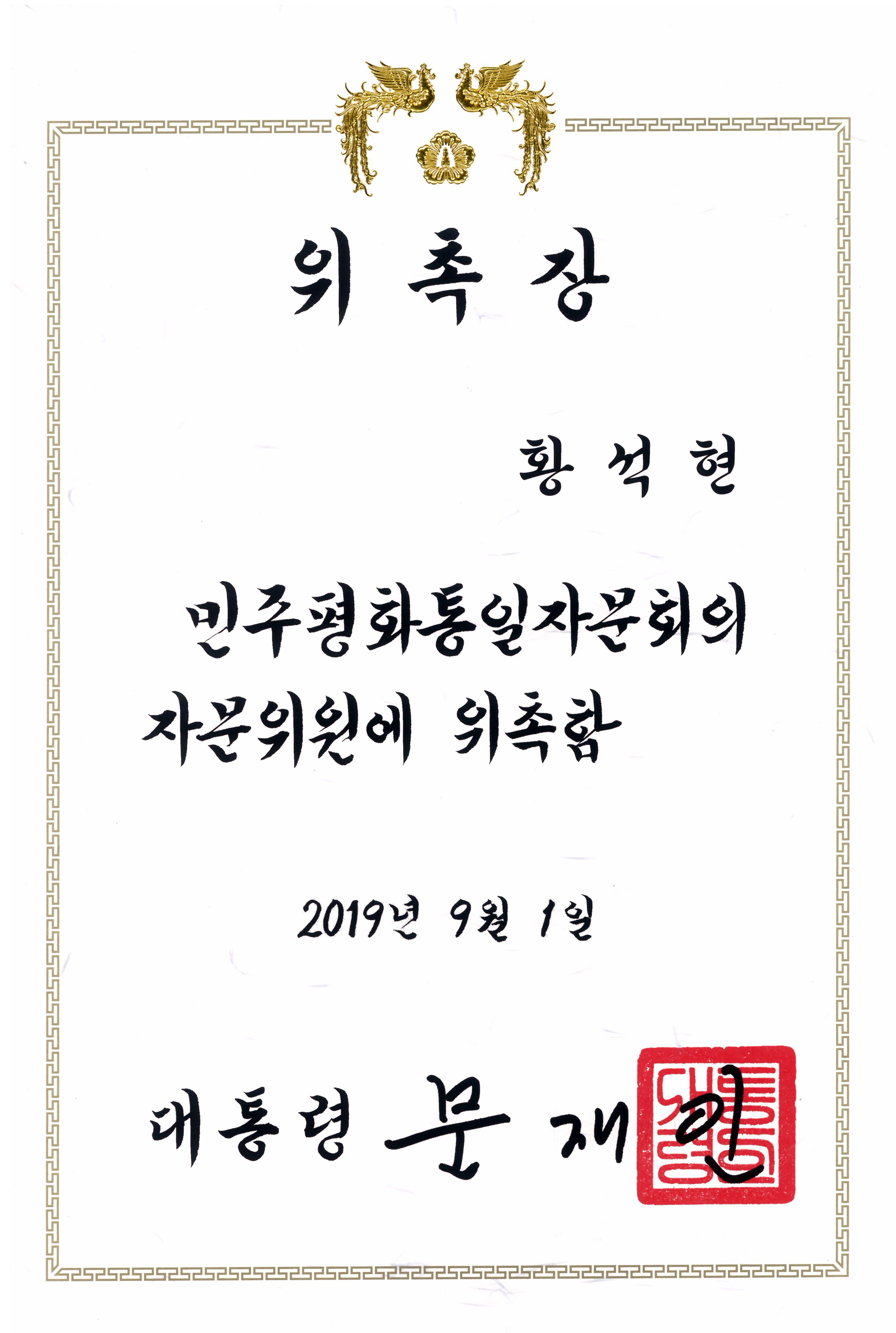
《민주평통 자문위원 위촉》

- 대통령 직속 민주평화통일자문회의 자문위원
- (前)대통령 직속 국가교육회의 청년특별위원회 청년자문단
- (前)법제처 국민법제관
- (前)지방공기업평가원 지방공기업(도시개발공사) 경영평가위원
- (前)전라북도 청년정책포럼단 복지문화분과 위원
- (前)전주지방검찰청 정읍지청 검찰시민위원회 위원
- (前)전주시 옥외광고 심의위원회 위원
- (前)완주군 소식지 발행자문위원회 위원
- (前)완주군 용역과제 심의위원회 위원
- (前)완주군 주민참여예산위원회 위원
- (前)완주군 청년정책협의체 청년네트워크단 위원
- (前)완주군 이서면 지역사회보장협의체 위원

### 심사위원 경력
- (前)한국가스안전공사 월간 '가스안전' 제작업체선정 제안심사위원회 외부위원
- (前)한국가스안전공사 SNS 운영용역 기술평가위원회 외부위원
- (前)한국국토정보공사 LX 캐릭터 굿즈 제작 용역 제안평가회 평가위원
- (前)한국국토정보공사 공간정보연구원 '공간정보' 매거진 제작 용역 제안평가위원
- (前)국민연금공단 '제1회 NPS포럼' 행사 대행 업체 선정 기술성 평가위원회 외부평가위원
- (前)한국출판문화산업진흥원 월간 '책&' 제작업체선정 평가위원회 외부평가위원
- (前)한국재정정보원 온라인 콘텐츠 제작 홍보 용역 기술평가심사 평가위원
- (前)농촌진흥청 전문임기제 공무원 경력경쟁채용 면접시험 심사위원
- (前)국립축산과학원 공무직근로자(홍보전문가) 채용 면접시험 심사위원
- (前)전북개발공사 성과보고 동영상 제작 용역 최종제안서 평가위원
- (前)전라북도 기획테마책자 '전북의 빛깔' 제작업체선정 기술평가위원회 평가위원
- (前)전라북도 인터넷방송 '전북생생TV' 운영업체 제안서 평가위원
- (前)전라북도 특별한 관광지 발굴 및 영상홍보 마케팅 사업 제안서 평가 심사위원
- (前)완주군 읽기쉬운 관광안내체계 구축(2단계) 용역 제안서 평가위원회 평가위원
- (前)부산광역시 기장군도시관리공단 업무수첩 제작용역 기본제안서 평가위원

## 수상 내역

《민주평통 의장(대통령) 표창 수상》

- 민주평화통일자문회의 의장(대통령) 표창
- 문화체육관광부 장관 표창
- 전라북도지사 표창
- 전라북도교육감 표창
- 완주군수 표창
- 한국전기안전공사 사장 표창
- 한국전기안전공사 노동조합 위원장 표창
- 도로교통공단 이사장 감사장
- 완주군 완주기네스 재발견 공모전 기록선정(인물분야 / 최다 개인수상 및 위촉)
- 완주군, 완주소셜굿즈센터 2021 SOCIAL GOODS AWARD 올해의 활동가 으뜸상(청년정책분야)
- 완주예술상 수상
- 문학광장 제72기 신인작가 공모전 수필부문 신인문학상
- 에너지타임즈 에너지사랑문예공모전 수필부문 수상
- 월간문학 한국인 제26차 창작콘테스트 금상
- 공주시 전국 문예창작 공모전 생활글 부문 차하
- 전주시자원봉사센터 제16회 전주시 자원봉사 수기공모전 나눔상
- 국방부 전역군인 취업수기 공모전 입상
- 경북신문 경상북도 이야기보따리 수기공모전 입선
- GKL사회공헌재단과 함께하는 환대실천 수기 공모전 입선
- 코레일테크 국민과 함께하는 혁신 아이디어 공모전 대상
- 한국보훈복지의료공단 공공성 강화를 위한 국민 아이디어 공모전 최우수상
- 전주시설공단 시민 아이디어 공모전 최우수상
- 산림청 국민이 참여하는 식목일 아이디어 공모전 우수상
- 한국문화예술교육진흥원 내가 만드는 모두를 위한 문화예술교육 국민정책제안 공모전 우수상
- 성동구도시관리공단 고객혁신 아이디어 공모전 우수상
- 종로구시설관리공단 열린혁신 아이디어 공모전 우수상
- 강남구도시관리공단 반부패 청렴 아이디어 공모전 우수상
- 충남대학교병원 혁신아이디어 공모전 우수상
- 전북노인일자리센터 제2회 전북 노인일자리 아이디어 공모전 우수상
- 법제처 국민 아이디어 공모제 장려상
- 통일부, 통일연구원 2030과 함께하는 평화통일 아이디어 공모전 장려상
- 전북연구원 열린연구, 좋은연구 연구과제 도민공모전 장려상
- 공주시 제64회 백제문화제 콘텐츠 개발 공모전 가작
- 성동구 제2회 생활밀착정책 아이디어 공모전 노력상
- 부산환경공단 시민제안 노력상
- 농촌진흥청 네이버FARM 제2회 우리 농산물로 만드는 요리 공모전 장려상
- 전북개발공사 제3회 가족사진 콘테스트 가작
- 완주군 2020 쑥쑥자란다! 전북혁신도시, 이서면 명소 전국 사진공모전 입선

## 저서, 논문 링크
- 저서《소소한 일상, 사소한 이야기》 (북랩)
- 논문《효과적인 전기안전 캠페인을 위한 이익ㆍ손실 메시지 프레이밍 연구 : 재해 경험, 전기안전 인식, 전기안전 행동을 중심으로》

## 언론기고 등 참여콘텐츠 링크
- 전라일보 아침단상 기고 - 비법을 찾아서
- 전라일보 아침단상 기고 - 아름다운 도전
- 전라일보 아침단상 기고 - 흔적
- 전라일보 아침단상 기고 - 고소한 어묵 파치
- 전라일보 아침단상 기고 - 나홀로 여행
- 전라일보 아침단상 기고 - 부모가 되면 욕심이 많아진다
- 전라일보 아침단상 기고 - 따뜻한 이웃이 되길
- 전라일보 아침단상 기고 - 완주군 기네스 도전기
- 전라일보 아침단상 기고 - 코로나19와 시뮬라시옹 현상
- 전라일보 아침단상 기고 - 아내의 꿈
- 전라일보 아침단상 기고 - 컴퓨터 글자체 완주주민체를 만들다
- 전라일보 아침단상 기고 - 청년예찬
- 전라일보 아침단상 기고 - 소리없이 다가온 알고리즘의 위협
- 전라일보 아침단상 기고 - 푸른 눈의 친구
- 전라일보 아침단상 기고 - 콜라보 상품
- 전라일보 아침단상 기고 - 멍의 미학
- 전라일보 아침단상 기고 - 기술의 발달, 그리고 직업의 위기
- 전라일보 아침단상 기고 - 지금은 공동체 의식 회복을 고민할 때
- 전라일보 아침단상 기고 - 아메리카노에 바란다
- 전라일보 아침단상 기고 - 내 목소리 평가하기
- 전라일보 아침단상 기고 - 할아버지의 한시
- 월간문학 한국인 창작콘테스트 당선작 - 제26차 공모 당선작 및 심사평
- 오마이뉴스 기고 - 인생에서 처음으로 요리공모전에 도전해 봤습니다
- 오마이뉴스 기고 - 충칭에서 들어보는 광복의 메아리
- 전기저널 기고 - 장마철 전기안전, 안전의식이 답이다
- 문화체육관광부 위클리 공감 칼럼 기고 - 처세술 양념 버무린 부침가루 같은 세상
- 월간 산 '감동산행기' 기고 - 천상의 경치를 보다
- 국방전직교육원 2018 전직성공사례집 전역간부 전직성공사례 위관편 게재 콘텐츠 - 생각하고 준비하라, 그러면 얻을 것이다
- 한국조폐공사 사보 '화폐와행복' 2019 3,4월호 'KOMSCO 공감마당' 기고 - 마음을 담고 사랑을 더한 실버바 생일 선물
- 한국공항공사 사보 'Airport Focus' 2019 5,6월호 'Soul Trip' 기고 - 태교여행의 의미
- 한국전기안전공사 사보 '전기안전' 2023 11,12월호 '공감에세이' 기고 - 새로운 장소, 새로운 빛깔의 인생
- 완주군 군정소식지 으뜸완주 2019년 봄호 '으뜸육아기' 기고 - 건강하게만 잘 자라주렴
- 완주문화재단 2019 주민정책연구단 연구결과보고서 게재 콘텐츠 - 혁신도시 공공기관 청년직원 문화만족도 향상을 통한 청년직원 지역정착 유도 방안
- 완주기네스 재발견 기록소개 - 황석현(최다 개인수상 및 위촉)
- 국민안전방송 안전한TV - 안전한 전기 사용을 위한 한국전기안전공사 체험 브이로그 / 공사 소개부분
- 한국전기안전공사 유튜브 - KESCO 역대 CF 담당자 인터뷰
- 한국전기안전공사 유튜브 - 어린이를 위한 전기안전 미리동화! 과연… 아이들이 정말 좋아할까?
- 방송대학TV 유튜브 - 릴레이 낭독 126명이 함께 읽는 이광수의 무정 황석현 편
- 대한민국 대표 공모전 미디어 씽굿 유튜브 인터뷰 - 공모전 기획과 수상 모두 해 본 공모전 참가자가 말해주는 진짜 공모전 이야기
- 전북생생TV - 봄에만 즐길 수 있는 진안 운장산 고로쇠 축제

## 언론보도 링크
- 니혼TV(日テレ) - 진상보도 반키샤(真相報道 バンキシャ!) 인터뷰
- 데일리시큐 기사 - 완주문인협회 부회장에 황석현 수필가, 사무국장에 이영화 시인 선임
- 뉴스포털1 기사 - 완주문인협회 황석현 부회장, 완주예술상 수상
- 뉴스포털1 기사 - 황석현 수필가, 문예지 '문학광장' 이달의 수필가 선정
- 강원도민일보 기사 - 동해 출신 황석현 수필가 문학광장 신인작가상 수상
- 강원지방신문 기사 - 황석현씨, 문학광장 제72기 신인작가 공모전 수필부문 등단
- 엔터스타뉴스 기사 - 황석현 민주평통 완주군協 청년분과위원장, 의장(대통령) 표창 수상
- 에너지신문 기사 - 코레일테크 혁신아이디어 공모전, 대상은 누구
- 대한민국청소년의회뉴스 기사 - 황석현 국민법제관, 법제처 국민 아이디어 공모제에서 법제처장상 수상
- 에너지데일리 기사 - 전기안전公 황석현 대리, 공모전 잇단 수상 쾌거
- 에너지데일리 기사 - 전기안전공사 황석현 대리,‘전역군인 취업수기 공모전’입상
- 미디어뉴스통신 기사 - 전기안전공사 황석현 대리, 전북연구원 연구과제 도민공모전 수상
- 미디어뉴스통신 기사 - 전기안전공사 멘토멘티팀, 전북 노인일자리 아이디어 공모전 수상
- 새만금일보 기사 - 황석현 첫 수필집, '소소한 일상, 사소한 이야기' 발간
- 전북연합신문 기사 - 완주 지역작가 황석현 첫 수필집, '소소한 일상, 사소한 이야기' 발간
- 시사타임즈 기사 - 황석현 수필가·다온폰트, 주민문화 활성화 바램 담은 ‘완주주민체’ 무료 배포
- 리빙TV 기사 - 황석현 수필가, 주민문화 활성화 바램 담은 ‘완주주민체’ 폰트 무료 배포
- 완주문화도시지원센터 인터뷰 - 우리도 문화도시민 '이혜서', '황석현'
- 대한민국 대표 공모전 미디어 씽굿 - 2021 전기안전 콘텐츠 공모전 담당자 인터뷰
- 대한민국 대표 공모전 미디어 씽굿 - 2019 전기안전 콘텐츠 공모전 담당자 인터뷰
- 교보문고 작가소개(황석현)
- 예스24 작가파일(황석현)
- 완주문화재단 완주예술인DB(황석현)